# オシノヴェツキー灯台
オシノヴェツキー灯台（オシノヴェツキーとうだい、露: Осиновецкий маяк, 英: Osinovetsky lighthouse）は、ロシア・レニングラード州にある灯台である。

## 概要
フセヴォロシュスキー地区にある。ラドガ湖の西岸の南部に建っている。高さは、地上70メートルであり、ラドガ湖沿岸にある灯台の中では、ストロジェンスキー灯台に次いで2番目に高い。灯火は、湖面から74メートルの高さに設けられており、灯火の光は、最大で22海里（およそ40.7キロメートル）離れたところまで到達することができる。

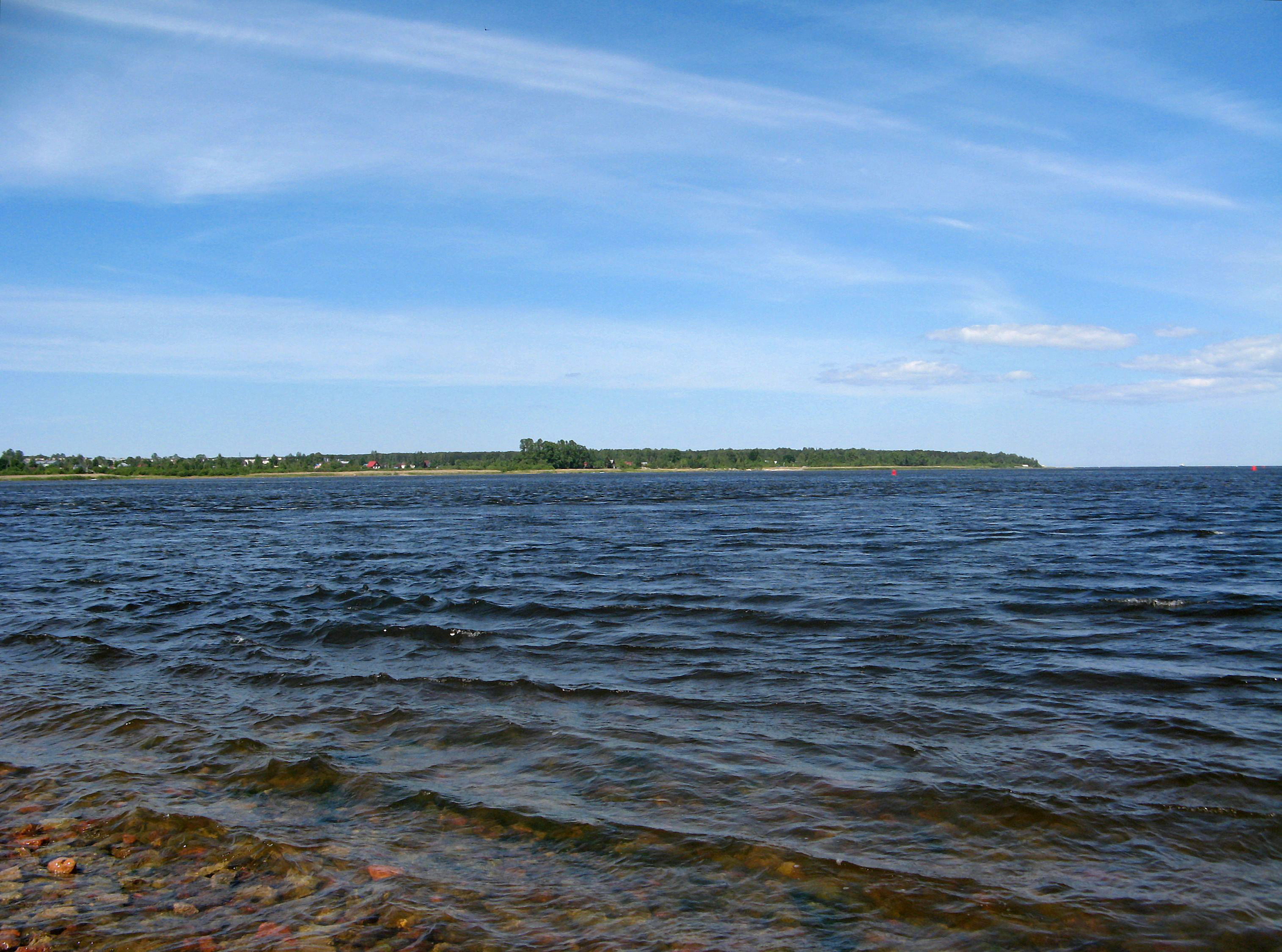
ペトロクレポスチ湾

この灯台は、毎年4月から11月にかけて稼働されており、灯火の電球は、稼働期間中の夜間に4秒ごとに1回閃光し、電球の出力は500ワットである。灯火までは、366段の螺旋階段が設けられている。この灯台は、方向によって赤色、緑色、白色と異なる色の光を放つという特徴をもつ。
建材として、白色と赤色のレンガが用いられている。この灯台は、ロシア国防省によって所有され、運営されている。灯台は、サンクトペテルブルクのフィンリャンツキー駅もしくはラドシュスキー駅からラドシュスコエ・オーゼロ駅へ行き、そこから徒歩でおよそ20分ほど行ったところにある。

## 歴史
灯台の建設プロジェクトは、1904年4月19日に承認された。この灯台が建設された主な目的は、ネヴァ川が流れ出ているペトロクレポスチ湾 (Бухта Петрокрепость) の入り口の西側の境界部分を照らし示すことである。建設工事は1905年に開始され、1910年に完成された。当初は、光源に灯油が用いられていた。
第二次世界大戦期の独ソ戦で展開されたレニングラード包囲戦（1941年 - 1944年）において、女性や子ども、負傷者の他、物資などを運び出したり、兵士や食糧、弾薬などを運び入れるための唯一の連絡路となった「命の道」のランドマークとしての役割を果たした。灯台に電力の供給が開始されたのは、1963年のことである。